# Бенбен
Бенбен е името на свещен кръгъл камък, възникнал от хаоса, почитан в Хелиопол (Древен Египет) като първата форма на проявление на бог Атум. Смята се, че той е и мястото на появяването на божеството, тъй като първо върху този камък паднали лъчите на изгряващото Слънце. Камъкът Бенбен е свързан и с бог Бену – според мита този бог се появява върху възникналия от хаоса камък Бенбен, ознаменувайки началото на сътворението.
Смята се, че бенбенът е бил първообраз на обелиска и пирамидиона.